# Bertrand Ier de Bertrand
Pour l’article homonyme, voir Bertrand Ier.
Bertrand de Bertrand (de Bertrandis), mort le 9 mai 1334, est un archevêque-comte de Tarentaise, sous le nom de Bertrand Ier. Il est issu de la famille de Bertrand.

## Biographie

### Origines
La date de naissance de Bertrand de Bertrandis n'est pas connue. Le dictionnaire des Personnages illustres des Savoie (2007) le dit né dans une famille noble, à Montmélian. Le lieu de naissance semble peu probable selon les sources suivantes, notamment Amédée de Foras (1863).
Son père serait le chevalier Jean de Bertrandis,. Il aurait épousé une demoiselle de Bruysson/Bruisson, sœur l'archevêque Aymon de Bruysson,. Joseph-Antoine Besson (1759) le désignaient d'ailleurs comme neveu de l'archevêque. Besson indique toujours qu'il aurait pour frères, les nobles Jean et Humbert de Bertrand, ce que confirment par ailleurs les recherches d'Amédée de Foras. Jean est coseigneur de Brussol et San Giorio en Val de Suse et sera châtelain de la forteresse archiépiscopale de Saint-Jaquemoz pour son frère, tandis que Humbert dit Bertrandi de Bruzolio sera châtelain de Tournon (1296). Foras ajoute deux frères, Hugues, prieur de Saint-Martin près d'Aime et Guillaume, qui serait le premier membre de la famille à s'établir à Montmélian. Les quatre — l'archevêque Bertrand, le prieur Hugues, Guillaume et Jean — frères seront mentionnés dans un acte du Cartulaire de Tarentaise, en 1315.
Le mariage du chevalier de Bertrandis et de la demoiselle Bruysson/Bruisson serait à l'origine de l'implantation de la famille en Tarentaise (Foras). La famille de Bertrand serait originaire de la ville de Suse, en Piémont, avant de s'installer en Savoie à partir du XIIIe siècle, notamment à Montmélian.
Son petit-neveu, Jean III de Bertrand sera chanoine et official de Tarentaise sous son épiscopat, avant de devenir, vers 1341, évêque de Lausanne, puis à son tour archevêque-comte de Tarentaise en 1342.

### Carrière ecclésiastique
Bertrand de Bertrand est destiné à une carrière ecclésiastique. Il devient chanoine séculier de Tarentaise. Il est fait archidiacre, puis vicaire général de l'archevêque Aymon de Bruysson, son oncle,. 
L'évêque Bruysson meurt le 6 mars 1297. Trois chanoines, Jean 
prieur de Marthod, Jean de Doucy et Jean de Rognaix, « agissent au nom des deux chapitres », et désigne Bernard de Bertrandis comme successeur, alors qu'il n'est que diacre. Il se rend auprès du pape Boniface VIII qui indique qu'après son élévation à la prêtrise et il « serait sacré par les trois évêques d'Aoste, Genève et Maurienne ». Bertrand de Bertrandis est nommé « un mardi fête de St. George 1297 » (Besson), le 17 juin 1297 (catholic-hierarchy.org). Afin de récupérer les biens de l'Église de Tarentaise, que le châtelain savoyard avait garder au nom du comte, il doit payer 1040 livres viennoises, le 23 avril 1297,.
Il est régulièrement témoin auprès du comte de Savoie dans différents actes. Le 16 août 1308, il est au nombre des témoins lors du traité de paix, signé à Montmélian, entre le comte Amédée V de Savoie et la Grande Dauphine, Béatrix. Il intervient aux côtés de Guillaume IV de Royn, évêque de Grenoble, lors du traité de paix du 10 juin 1314, entre le comte Amédée V et le dauphin Jean II de Viennois,,.
En tant qu'archevêque-comte, il possède le pouvoir temporel sur le comté de Tarentaise, mais celui-ci est en recul face aux princes laïcs. Les prélats de Tarentaise ont perdu leur influence sur le Beaufortain, face aux Faucigny et leur héritier, Hugues Dauphin, mais gardent l'allégeance ds seigneurs situés sur les limites du massif, les seigneurs de Cornillon, de Queige et de Cevins.
En Haute-Tarentaise, les seigneurs de Villette et ceux de Macôt dépendent du prélat pour leur fief. Ainsi en 1308, le Jean de Villette vend à l'archevêque le « fief de Villette qu'il disaient tenir en alleu ». Le seigneur en est investi par le prélat. 
Il obtient quelques droits à Saint-Marcel, Saint-Bon et La Bâthie. « Il afferma les revenus qu'il tirait de la ville de Moûtiers », siège de l'évêché. face à certains abus sur le prélèvement des taxes, en 1329, il demande au juge temporel, Guillaume Bertrand d'établir une enquête.
L'archiviste paléographe, Jacqueline Roubert, observe que « Pendant son long épiscopat, [il] continua la tradition du népotisme en attirant près de lui ses petits neveux : Humbert qui fut chanoine et Jean qui fut aussi chanoine de Tarentaise, puis évêque de Lausanne et finalement archevêque de Tarentaise. D'ailleurs une partie de la famille des Bertrand habitait près de Moûtiers le manoir de la Pérouse ». La maison forte se situait au-dessus de Saint-Marcel, face à la forteresse archiépiscopale de Saint-Jaquemoz.
Bertrand de Bertrandis décède le vendredi 9 mai 1334, à l'aube,. Il sera remplacé par Jacques de Verloz de Salins,.